# Maximator

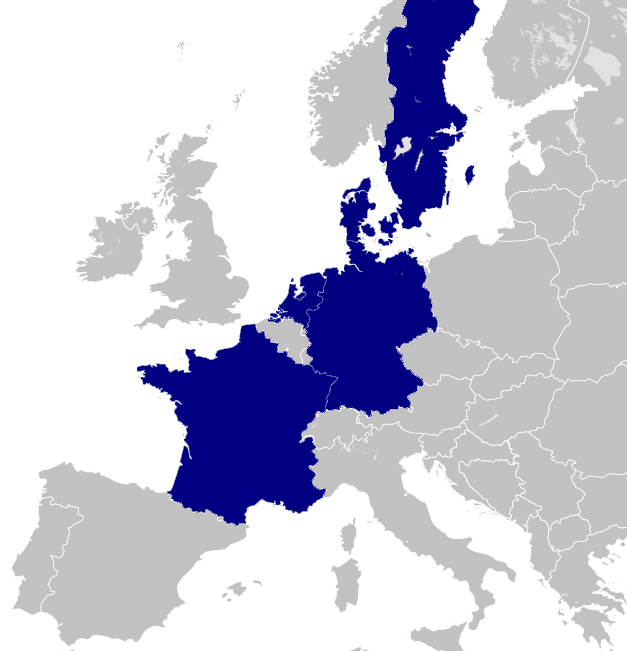
De leden van de Maximator-alliantie

Maximator is een in 1976 opgericht een samenwerkingsverband voor signals intelligence waar inlichtingendiensten van Denemarken, Duitsland, Frankrijk, Nederland en Zweden aan deelnemen, enigszins vergelijkbaar met de Five Eyes. Het bestaan van Maximator werd in april 2020 onthuld in een wetenschappelijk artikel van de hand van prof.dr. Bart Jacobs, hoogleraar op het gebied van computerbeveiliging aan de Radboud Universiteit in Nijmegen.
Maximator werd in 1976 opgericht op initiatief van de Deense militaire inlichtingendienst en is bijna 50 jaar lang geheim gebleven. Aanvankelijk bestond de alliantie uit Denemarken, Zweden en West-Duitsland. Nederland werd in 1977 uitgenodigd om deel te nemen en trad in 1978 toe. In 1983 verzocht ook Frankrijk om toe te mogen treden, wat met steun van West-Duitsland in 1985 gebeurde. De naam Maximator was afgeleid van een Beiers biermerk dat tijdens een van de bijeenkomsten van de alliantie gedronken werd.
Het samenwerkingsverband was gerelateerd aan operatie Thesaurus, later omgedoopt tot Rubicon, die op 11 februari 2020 onthuld werd door de Amerikaanse krant The Washington Post, de Duitse omroep ZDF en het Nederlandse radioprogramma Argos. Uit deze publicaties bleek dat in 1970 de Duitse inlichtingendienst BND samen met de Amerikaanse CIA in het diepste geheim het Zwitserse bedrijf Crypto AG hadden gekocht, dat een bekende fabrikant van encryptie-apparatuur was. Door deze overname konden de BND en de CIA een groot aantal landen voorzien van apparaten met verzwakte encryptiemethodes, zodat de daarmee versleutelde berichten sneller en makkelijker door deze diensten ontcijferd konden worden. De BND trok zich in 1994 uit deze operatie terug en verkocht zijn aandelen in Crypto AG aan de CIA.
Naast Duitsland en de Verenigde Staten werden ook de inlichtingendiensten van Denemarken, Frankrijk, het Verenigd Koninkrijk, Israël, Nederland en Zweden als zogeheten 'cognoscenti' ingewijd in de verzwakte encryptiemethodes, maar wisten niet dat dit voortkwam uit het feit dat Crypto AG eigenlijk in handen van de BND en de CIA was. Het uitwisselen van deze verzwakte algoritmes gebeurde via de Maximator-alliantie, maar de afzonderlijke leden moesten zelf de methode uitvinden om de onderschepte berichten te kunnen ontcijferen. Daarnaast werden binnen de alliantie de nog versleutelde berichten uitgewisseld die uit radio- en satellietverkeer onderschept waren.
Namens Nederland nam het Technisch Informatie Verwerkingscentrum (TIVC), sinds 1998 Strategisch Verbindingsinlichtingen Centrum (SVIC) geheten, aan Maximator deel. Als resultaat daarvan kon ten tijde van de Falklandoorlog administratieve ondersteuning worden geboden bij het decoderen van Argentijns radioverkeer. Nederland beschikte ook over een grondstation op Curaçao, waarmee het radioverkeer van Cuba en Venezuela onderschept kon worden.
Bij Maximator ging het om het uitwisselen en ontcijferen van politiek en diplomatiek berichtenverkeer, voor militaire communicatie was er een ander samenwerkingsverband dat eveneens uit vijf landen bestond en dat bekend stond als de Club of Five of Ring of Five. Net als bij Maximator namen daar Denemarken, Duitsland, Frankrijk en Nederland aan deel, met België in plaats van Zweden als vijfde land.